# Matt Walsh (Komiker)

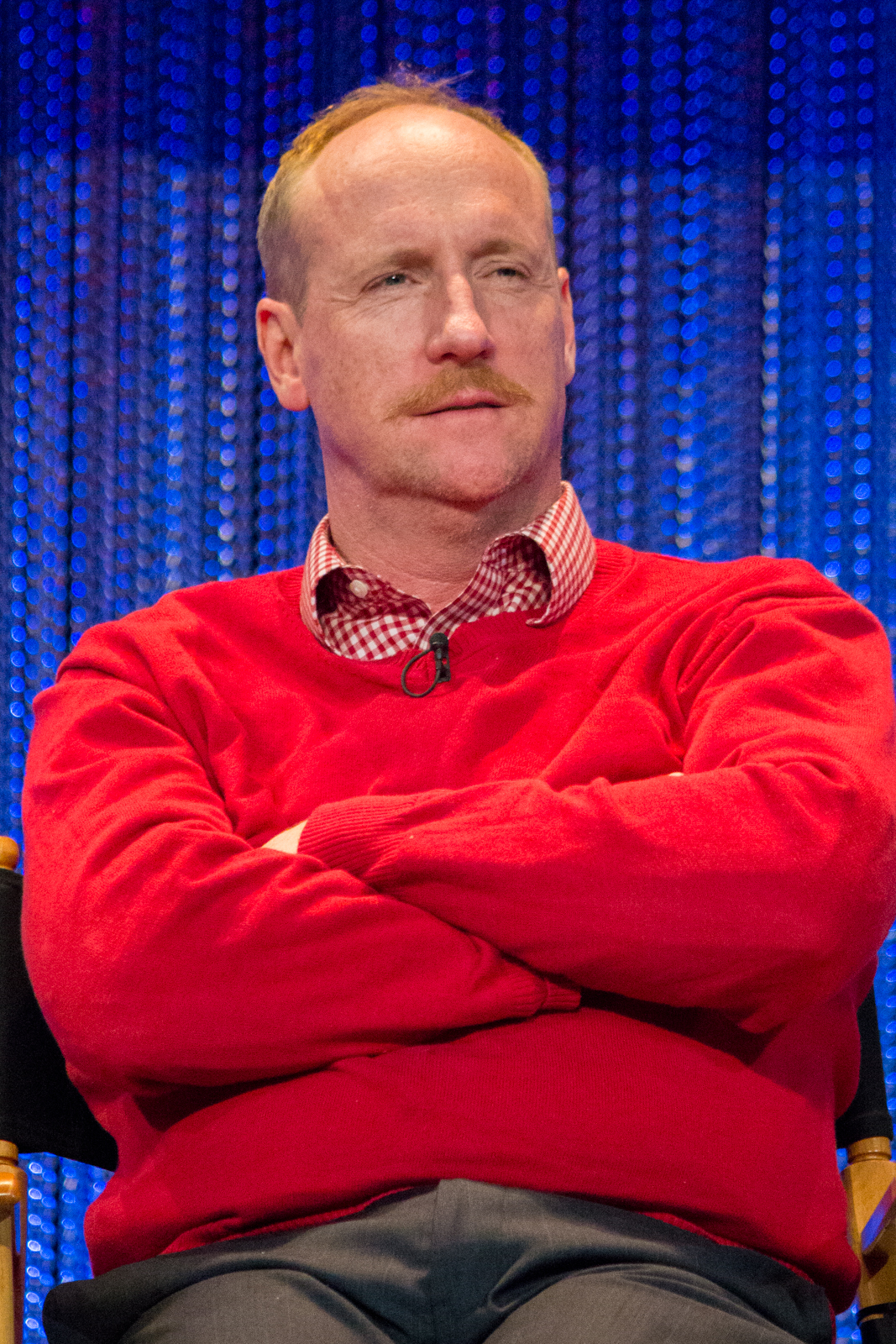
Matt Walsh (2014)

Matthew Paul „Matt“ Walsh (* 3. Oktober 1964 in Chicago, Illinois) ist ein US-amerikanischer Komiker, Schauspieler und Drehbuchautor.

## Leben
Walsh trat bereits während der Highschool mit einem Varieté-Programm auf. Nach dem Besuch des College wandte er sich der Improvisationskomik zu und nahm Unterricht beim Improvisations-Guru Del Close.
Gemeinsam mit Matt Besser, Amy Poehler und Ian Roberts gründete er Anfang der 1990er Jahre die Improvisationsgruppe Upright Citizens Brigade. Seit Mitte der 1990er Jahre war Walsh auch in zahlreichen Film- und Fernsehproduktionen zu sehen. So trat er unter anderem in Filmen wie Bad Santa, Starsky & Hutch, Abgedreht, Hangover und Ted auf.
Matt Walsh ist mit der Schauspielerin Morgan Walsh verheiratet. Zusammen hat das Paar ein Kind. Walshs Bruder Pat ist ebenfalls im Filmgeschäft tätig.

## Filmografie (Auswahl)
- 1994: Abe Lincoln: Sex Alien
- 1998: Tomorrow Night
- 1998: Talent
- 1999: Fatty Drives the Bus
- 2000: Road Trip
- 2002: Martin & Orloff
- 2003: Old School – Wir lassen absolut nichts anbrennen (Old School)
- 2003: Bad Santa
- 2004: Starsky & Hutch
- 2004: Verrückte Weihnachten (Christmas with the Kranks)
- 2006: Der Date Profi (School for Scoundrels)
- 2008: Stiefbrüder (Step Brothers)
- 2008: Drillbit Taylor – Ein Mann für alle Unfälle (Drillbit Taylor)
- 2008: Abgedreht (Be Kind Rewind)
- 2008: Lower Learning
- 2008: Vorbilder?! (Role Models)
- 2009: Hangover (The Hangover)
- 2009: The Goods – Schnelle Autos, schnelle Deals (The Goods: Live Hard, Sell Hard)
- 2010: Cyrus
- 2010–2011: Hung – Um Längen besser (Hung, Fernsehserie, sechs Folgen)
- 2010: Stichtag (Due Date)
- 2012: Queens of Country
- 2012: Ted
- 2012–2019: Veep – Die Vizepräsidentin (Veep, Fernsehserie, 65 Episoden)
- 2013: Movie 43
- 2013: Coffee Town
- 2013: Hits
- 2014: The Sex Teacher (Sex Ed)
- 2014: How I Met Your Mother (Fernsehserie, Folge 9x17)
- 2014: Storm Hunters (Into the Storm)
- 2014–2016: Brooklyn Nine-Nine (Fernsehserie, drei Folgen)
- 2016: The Darkness
- 2016: The Do-Over
- 2016: Ghostbusters (Ghostbusters: Answer the Call)
- 2016: Wild Oats
- 2016: Die Jones – Spione von nebenan (Keeping Up with the Joneses)
- 2016: Office Christmas Party
- 2017: Die Abenteuer von Brigsby Bär (Brigsby Bear)
- 2018: Eine dumme und nutzlose Geste (A Futile and Stupid Gesture)
- 2018: Widows – Tödliche Witwen (Widows)
- 2018: How to Party with Mom (Life of the Party)
- 2022: Press Play And Love Again (Press Play)
- 2023: You People
- 2023: Flamin’ Hot
- 2023: The Good Half
- 2023: Not an Artist (auch Drehbuch)
- 2024: Nach dem Attentat (Manhunt, Miniserie)
- 2025: Mr. No Pain (Novocaine)